# Neudorf (Neschwitz)

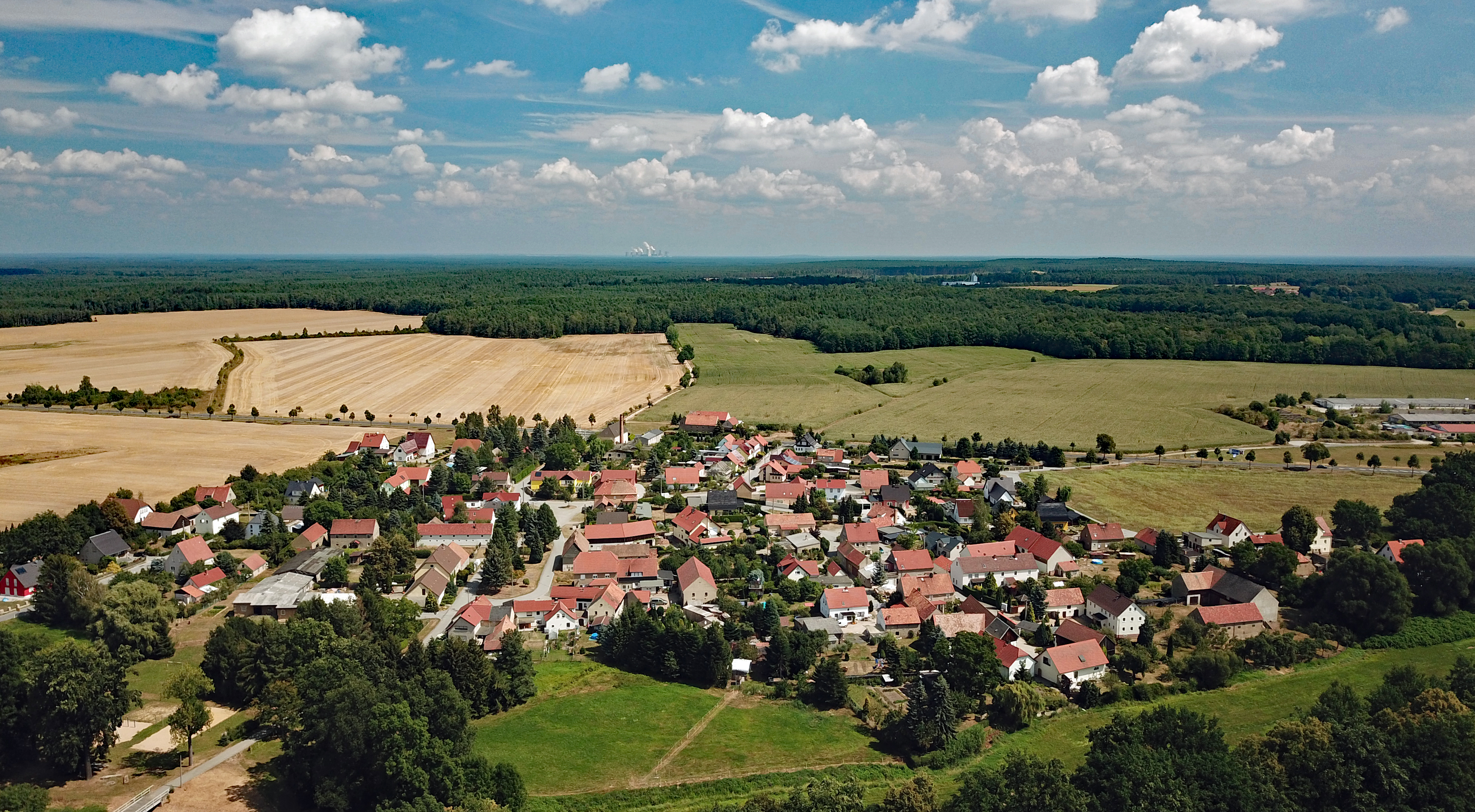
Luftbild

Neudorf, obersorbisch Nowa Wjesⓘ, ist ein Ortsteil der Gemeinde Neschwitz im Landkreis Bautzen in Sachsen. Der Ort zählt zum amtlichen sorbischen Siedlungsgebiet.

## Geografie
Neudorf liegt in der Oberlausitz etwa 14 Kilometer nordwestlich der Großen Kreisstadt Bautzen im Oberlausitzer Gefilde. Umliegende Ortschaften sind Königswartha im Norden, Holschdubrau im Osten, Holscha im Süden, Neschwitz im Westen sowie Zescha im Nordwesten.
Durch Neudorf verläuft die Bundesstraße 96 von Bautzen nach Hoyerswerda.

## Geschichte
Neudorf wurde erstmals 1362 als Sydil von deme Nuwendorfe urkundlich erwähnt. In der Folgezeit änderte sich der Ortsname von Newendorff (1510) über Nawendorff prope Neschwitz (1518) zu Neundorff im Jahr 1612. Im Jahr 1768 war der Ort als Neudorf bey Neschwitz und im Jahr 1875 als Neudorf b. Neschwitz verzeichnet. Der Ort stand unter der Grundherrschaft des Rittergutes Neschwitz.
Bis zum 1. April 1936 war Neschwitz eine eigenständige Landgemeinde, dann wurde der Ort nach Neschwitz eingemeindet. Als Teil der Gemeinde Neschwitz lag Neudorf ab dem 25. Juli 1952 im damals neu gebildeten Kreis Bautzen. Nach der Wende wurde Neudorf am 1. August 1994 dem alten Landkreis Bautzen zugeordnet, seit der Kreisreform in Sachsen vom 1. August 2008 gehört das Dorf zum Landkreis Bautzen.
Neudorf gehört seit dem 16. Jahrhundert zur Kirchengemeinde Neschwitz.

## Bevölkerung und Sprache
Für das Jahr 1777 waren in Neudorf fünf besessene Mann, acht Gärtner und acht Häusler verzeichnet. 1834 hatte der Ort 234 Einwohner. Bis 1871 sank die Einwohnerzahl auf 150 Einwohner ab und stieg bis 1890 wieder auf 173. Bis 1910 fiel die Einwohnerzahl wieder leicht auf 167 herab. Im Jahr 1925 hatte Neudorf 198 Einwohner, davon waren 193 evangelisch-lutherischer Konfession und fünf Katholiken.
Für seine Statistik über die sorbische Bevölkerung in der Oberlausitz ermittelte Arnošt Muka für das Jahr 1884 eine Bevölkerungszahl von 175 Einwohnern; davon waren 139 Sorben (79 %) und 36 Deutsche.